# Grammistes sexlineatus
Cá mú sáu chỉ, tên khoa học là Grammistes sexlineatus, là loài cá biển duy nhất thuộc chi Grammistes trong họ Cá mú. Loài này được mô tả lần đầu tiên vào năm 1792.

## Từ nguyên
Từ định danh sexlineatus trong tiếng Latinh có nghĩa là "có sáu sọc" (sex: "sáu" và lineatus: "có sọc"), hàm ý đề cập đến sáu dải sọc trắng/vàng dọc theo chiều dài cơ thể ở loài cá này; từ grammistes bắt nguồn từ γράμματος (grámmatos) trong tiếng Hy Lạp cổ đại có nghĩa là "chữ viết, nét vẽ", hàm ý tương tự như từ định danh.

## Phạm vi phân bố và môi trường sống
Từ Biển Đỏ và bờ nam bán đảo Ả Rập, G. sexlineatus được phân bố trải dài về phía đông đến quần đảo Marquises và Tuamotu (Polynésie thuộc Pháp), băng qua phần lớn những vùng biển thuộc khu vực Ấn Độ Dương - Thái Bình Dương, ngược lên phía bắc đến vùng biển phía nam Nhật Bản, xa về phía nam đến đảo Lord Howe (Úc) và New Zealand (gồm cả quần đảo Kermadec).
Ở Việt Nam, G. sexlineatus được ghi nhận tại quần đảo Hoàng Sa; cù lao Chàm và bờ biển Quảng Nam; đảo Lý Sơn (Quảng Ngãi); Phú Yên; vịnh Nha Trang (Khánh Hòa); Ninh Thuận và các đảo đá ngoài khơi Bình Thuận.
G. sexlineatus sống tập trung trên các rạn san hô viền bờ và có thể được tìm thấy ở độ sâu đến 130 m, nhưng chúng thường ẩn mình bên dưới các gờ và hốc đá vào ban ngày.

## Mô tả

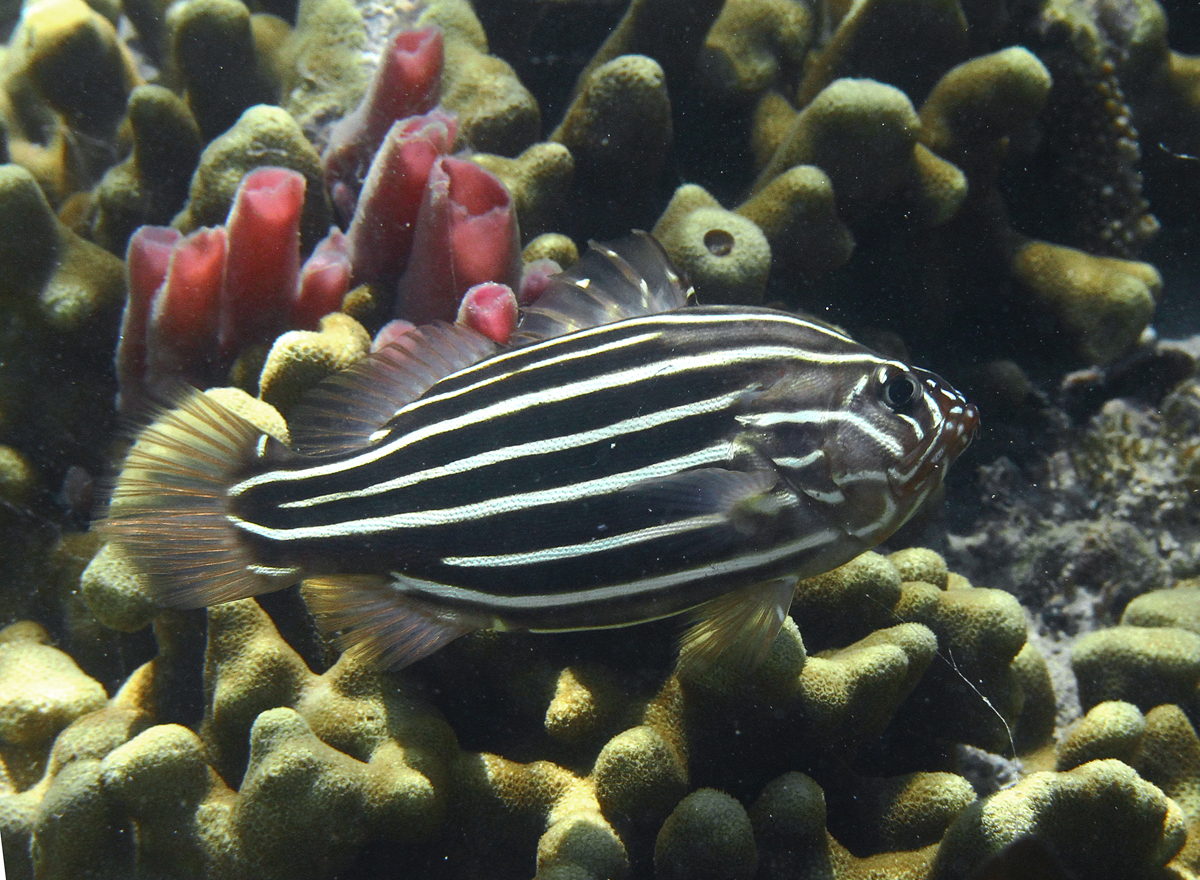
G. sexlineatus sọc trắng

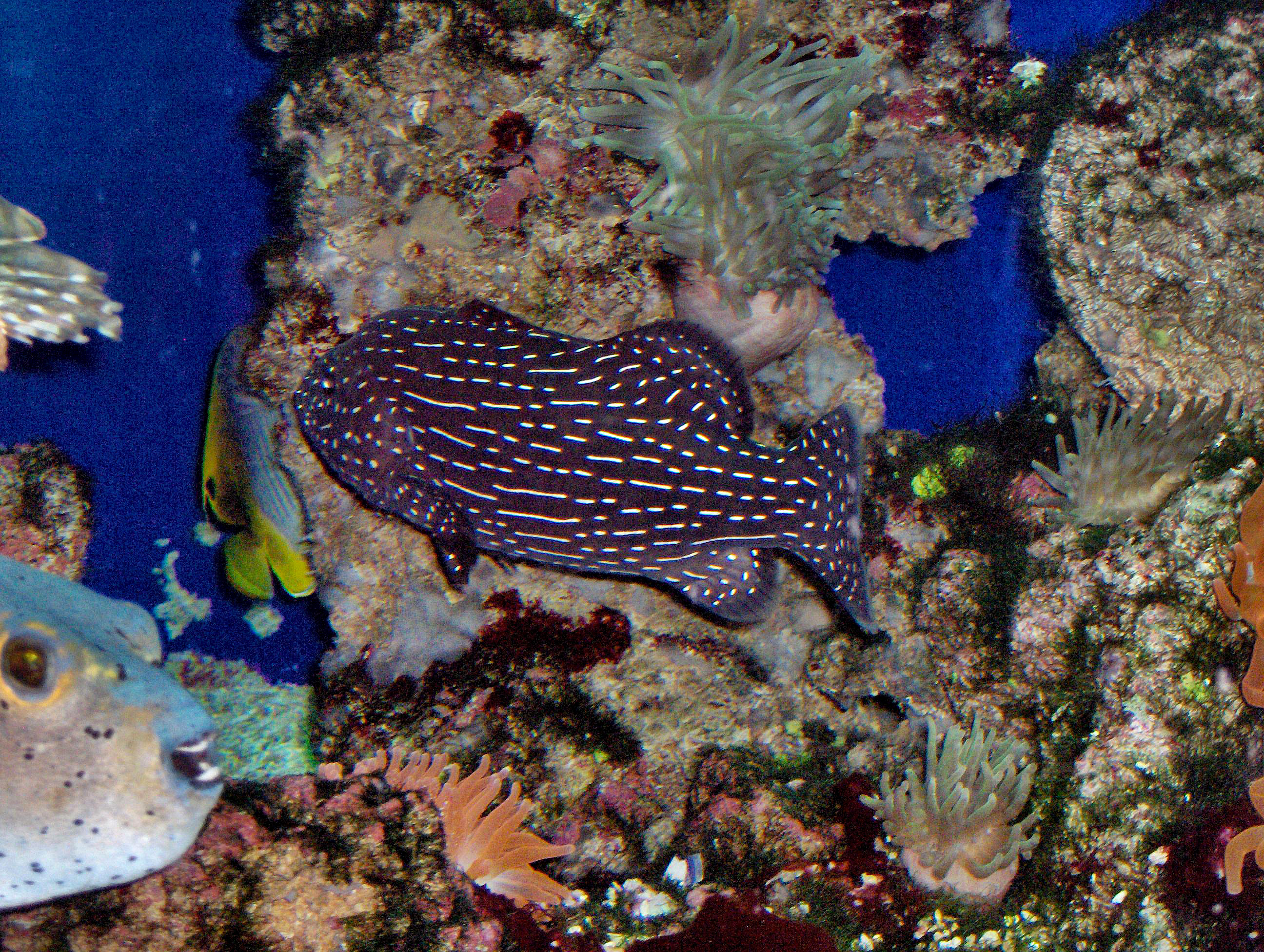
Một con G. sexlineatus đã già

G. sexlineatus có chiều dài cơ thể lớn nhất được ghi nhận là 30 cm. Loài này có màu nâu sẫm (gần như đen) với các dải sọc vàng/trắng ở đầu và dọc hai bên lườn. Các sọc này có màu trắng ở cá đực và vàng hơn ở cá cái. Cá con chỉ có hai dải sọc trắng. Ở những cá thể đã già, các sọc trên cơ thể đứt đoạn thành các vạch ngắn. Môi trên có một đốm đen viền xanh óng.
Số gai ở vây lưng: 7; Số tia vây ở vây lưng: 13–14; Số gai ở vây hậu môn: 2; Số tia vây ở vây hậu môn: 9; Số tia vây ở vây ngực: 16–18; Số gai ở vây bụng: 1; Số tia vây ở vây bụng: 5; Số vảy đường bên: 60–72.

## Sinh thái học
G. sexlineatus, cũng như nhiều loài cá thuộc tông Grammistini, có các tuyến sản sinh độc tố ở lớp hạ bì. Độc tố mà những loài cá này tiết ra có tên gọi là grammistin, vốn được đặt theo tên của tông Grammistini, có tác dụng tán huyết. Chất độc này có thể làm nước nổi bọt như xà phòng nên những loài Grammistini được gọi chung là "cá xà phòng".
Hai loài G. sexlineatus và Pogonoperca punctata được đánh giá là có độc tính mạnh hơn những loài cá xá phòng khác. Ở G. sexlineatus, có 7 grammistin được phân lập từ chúng, được đánh thứ tự là Gs 1, Gs 2 và Gs A–E; grammistin Gs 2 có hoạt tính tán huyết cao hơn gấp 6–11 lần và gây ngộ độc ichthyotoxin gấp 10 lần so với Gs 1.
Thức ăn của G. sexlineatus là các loài cá nhỏ hơn.

## Thương mại
G. sexlineatus hầu như không có giá trị thương mại trong ngành kinh doanh cá cảnh.